# Puchar Dalekowschodni w narciarstwie alpejskim kobiet 2021/2022
Puchar Dalekowschodni w narciarstwie alpejskim kobiet w sezonie 2021/2022 zawody rozgrywane pod patronatem Międzynarodowej Federacji Narciarskiej (FIS). Pierwsze zawody tej edycji miały odbyć się 28 lutego 2022 roku w japońskim Akan. Ostatnie zawody miały zostać rozegrane 24 marca tego samego roku w rosyjskim Jelizowie, jednak cały cykl został odwołany.
Triumfu w klasyfikacji generalnej z poprzedniego sezonu miała bronić Jekatierina Tkaczenko.

## Podium zawodów
| Lp. | Data          | Miejscowość     | Konkurencja | 1. Miejsce | 2. Miejsce | 3. Miejsce |
| --- | ------------- | --------------- | ----------- | ---------- | ---------- | ---------- |
| 1.  | 1 marca 2022  | Akan            | Slalom      | Odwołano   | Odwołano   | Odwołano   |
| 2.  | 2 marca 2022  | Akan            | Slalom      | Odwołano   | Odwołano   | Odwołano   |
| 3.  | 4 marca 2022  | Engaru          | Gigant      | Odwołano   | Odwołano   | Odwołano   |
| 4.  | 5 marca 2022  | Engaru          | Gigant      | Odwołano   | Odwołano   | Odwołano   |
| 5.  | 9 marca 2022  | Sugadaira kogen | Gigant      | Odwołano   | Odwołano   | Odwołano   |
| 6.  | 10 marca 2022 | Sugadaira kogen | Gigant      | Odwołano   | Odwołano   | Odwołano   |
| 7.  | 11 marca 2022 | Sugadaira kogen | Slalom      | Odwołano   | Odwołano   | Odwołano   |
| 8.  | 12 marca 2022 | Sugadaira kogen | Slalom      | Odwołano   | Odwołano   | Odwołano   |
| 9.  | 15 marca 2022 | Jużnosachalińsk | Gigant      | Odwołano   | Odwołano   | Odwołano   |
| 10. | 16 marca 2022 | Jużnosachalińsk | Gigant      | Odwołano   | Odwołano   | Odwołano   |
| 11. | 17 marca 2022 | Jużnosachalińsk | Slalom      | Odwołano   | Odwołano   | Odwołano   |
| 12. | 18 marca 2022 | Jużnosachalińsk | Slalom      | Odwołano   | Odwołano   | Odwołano   |
| 13. | 21 marca 2022 | Jelizowo        | Gigant      | Odwołano   | Odwołano   | Odwołano   |
| 14. | 22 marca 2022 | Jelizowo        | Gigant      | Odwołano   | Odwołano   | Odwołano   |
| 15. | 23 marca 2022 | Jelizowo        | Slalom      | Odwołano   | Odwołano   | Odwołano   |
| 16. | 24 marca 2022 | Jelizowo        | Slalom      | Odwołano   | Odwołano   | Odwołano   |